# アル・プラザ彦根
アル・プラザ彦根（アル・プラザひこね）は、滋賀県彦根市大東町にある平和堂運営のショッピングセンターである。

## 概要
平和堂が展開する「アル・プラザ」ブランドの1号館である。建物は百貨店を彷彿とさせるデザインであり、地下1階、地上6階建てである。隣接して4階建てで542台収容の駐車場を構える。

## 沿革

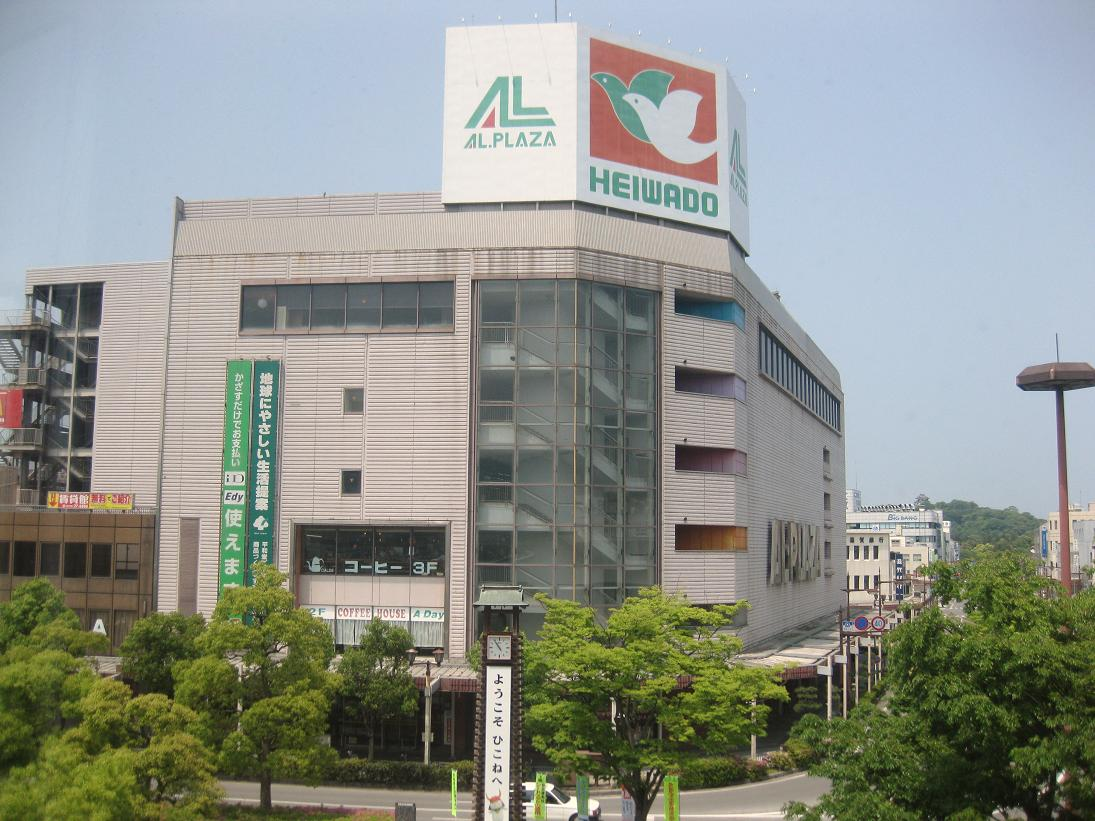
改装前の外観（2010年3月）

- 1979年（昭和54年）11月1日 - 「アル・プラザ平和堂」としてオープン[1]。
- 1986年（昭和61年）3月 - 現在の施設名に変更し、食品売り場を改装。
- 2007年（平成19年）3月 - 全館の改装を実施。
- 2017年（平成29年）8月14日 - 彦根市役所が3階・4階を仮庁舎としての借用を開始する[3][4][5]。
- 2021年（令和3年）
  - 4月30日 - 彦根市役所の仮庁舎が営業を終了する。
  - 12月10日 - 改装第一期工事（地下1階から3階の改装）が完了[4][6]。
- 2022年（令和4年）12月2日 - 改装第二期工事（4階から6階の改装）が完了[7][8]。これに併せて、屋上の一般開放を再開[注 2]。

## 主なテナント
- JEUGIA
- ダイソー
- 平和書店
- カルディ 彦根店 - 喫茶店（※キャメル珈琲が運営する「カルディコーヒーファーム」とは無関係）

その他のテナントについては、公式サイトを参照。

### かつて存在したテナント
- マクドナルド（フードコート）- 2016年（平成28年）3月31日閉店。

## 交通アクセス
- JR琵琶湖線（東海道本線）・近江鉄道本線（彦根・多賀大社線）彦根駅より徒歩2分[9]。

## フロア構成
| 階      | 本館                       |            | 立体駐車場 |
| ------- | -------------------------- | ---------- | ---------- |
| 屋上    | 屋上広場                   |            |            |
| 6階     | ブックと展望カフェのフロア |            |            |
| 5階     | 学びとカルチャーのフロア   | 屋上駐車場 |            |
| 4階     | コミュニティーのフロア     | 立体駐車場 |            |
| 3階     | 専門店のフロア             | 立体駐車場 |            |
| 2階     | ファッションのフロア       | 連絡通路   | 立体駐車場 |
| 1階     | 暮らしのフロア             |            | 立体駐車場 |
| 地下1階 | 食品のフロア               |            |            |

## その他
- 屋上にはかつてゲームコーナーがあったが、ゲームコーナーが3階へ移転した後は屋上そのものが閉鎖された。屋上の閉鎖は2022年12月に改装工事を終えるまで続いていたが、2017年に国宝・彦根城築城410年祭のイベントとしてブルーインパルス展示飛行が開催された日は臨時開放が行われた。
- 1987年に放映した平和堂の企業CMには、当店での開店前作業のシーンが映る[注 3]。